# Padre Ranchitos
Padre Ranchitos es un lugar designado por el censo ubicado en el condado de Yuma en el estado estadounidense de Arizona. En el Censo de 2010 tenía una población de 171 habitantes y una densidad poblacional de 227,67 personas por km².

## Geografía
Padre Ranchitos se encuentra ubicado en las coordenadas 32°38′59″N 114°38′30″O / 32.64972, -114.64167. Según la Oficina del Censo de los Estados Unidos, Padre Ranchitos tiene una superficie total de 0.75 km², de la cual 0.75 km² corresponden a tierra firme y (0%) 0 km² es agua.

## Demografía
Según el censo de 2010, había 171 personas residiendo en Padre Ranchitos. La densidad de población era de 227,67 hab./km². De los 171 habitantes, Padre Ranchitos estaba compuesto por el 54.39% blancos, el 0.58% eran afroamericanos, el 2.34% eran amerindios, el 5.85% eran asiáticos, el 0% eran isleños del Pacífico, el 26.9% eran de otras razas y el 9.94% pertenecían a dos o más razas. Del total de la población el 78.36% eran hispanos o latinos de cualquier raza.